# Premi César 1998

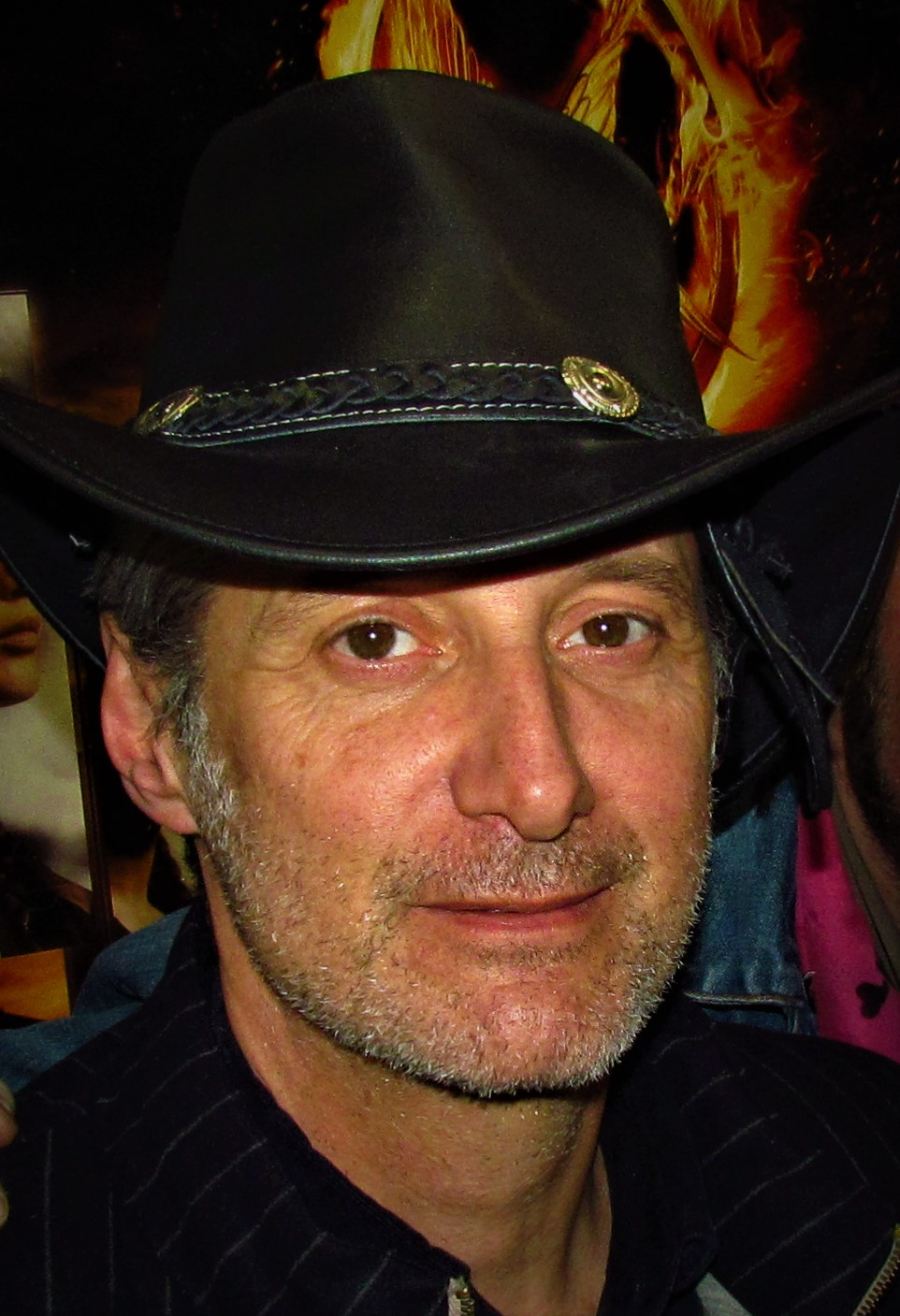
Antoine de Caunes presentatore della cerimonia

La cerimonia di premiazione della 23ª edizione dei Premi César si è svolta il 28 febbraio 1998 al Théâtre des Champs-Élysées di Parigi. È stata presieduta da Juliette Binoche e presentata da Antoine de Caunes. È stata trasmessa da Canal+.
Il film che ha ottenuto il maggior numero di candidature (dodici) e di premi (sette) è stato Parole, parole, parole... (On connaît la chanson) di Alain Resnais.

## Vincitori e candidati
I vincitori sono indicati in grassetto, a seguire gli altri candidati.

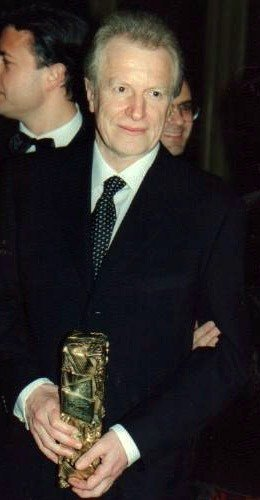
André Dussollier con il César ricevuto come migliore attore

### Miglior film
- Parole, parole, parole... (On connaît la chanson), regia di Alain Resnais
- Il cavaliere di Lagardère (Le bossu), regia di Philippe de Broca
- Marius e Jeannette (Marius et Jeannette), regia di Robert Guédiguian
- Il quinto elemento (Le cinquième élément), regia di Luc Besson
- Western - Alla ricerca della donna ideale (Western), regia di Manuel Poirier

### Miglior regista
- Luc Besson - Il quinto elemento (Le cinquième élément)
- Alain Corneau - Le cousin
- Robert Guédiguian - Marius e Jeannette (Marius et Jeannette)
- Manuel Poirier - Western - Alla ricerca della donna ideale (Western)
- Alain Resnais - Parole, parole, parole... (On connaît la chanson)

### Miglior attore
- André Dussollier - Parole, parole, parole... (On connaît la chanson)
- Daniel Auteuil - Il cavaliere di Lagardère (Le bossu)
- Charles Berling - Nettoyage à sec
- Alain Chabat - Didier
- Patrick Timsit - Le cousin

### Miglior attrice
- Ariane Ascaride - Marius e Jeannette (Marius et Jeannette)
- Sabine Azéma - Parole, parole, parole... (On connaît la chanson)
- Marie Gillain - Il cavaliere di Lagardère (Le Bossu)
- Sandrine Kiberlain - Le Septième Ciel
- Miou-Miou - Nettoyage à sec

### Migliore attore non protagonista
- Jean-Pierre Bacri - Parole, parole, parole... (On connaît la chanson)
- Jean-Pierre Darroussin - Marius e Jeannette (Marius et Jeannette)
- Gérard Jugnot - Marthe
- Vincent Pérez - Il cavaliere di Lagardère (Le bossu)
- Lambert Wilson - Parole, parole, parole... (On connaît la chanson)

### Migliore attrice non protagonista
- Agnès Jaoui - Parole, parole, parole... (On connaît la chanson)
- Pascale Roberts - Marius e Jeannette (Marius et Jeannette)
- Mathilde Seigner - Nettoyage à sec
- Marie Trintignant - Le cousin
- Karin Viard - Trekking (Les randonneurs)

### Migliore promessa maschile
- Stanislas Merhar - Nettoyage à sec
- Sacha Bourdo - Western - Alla ricerca della donna ideale (Western)
- Vincent Elbaz - Trekking (Les Randonneurs)
- José Garcia - La verità sull'amore (La Vérité si je mens!)
- Sergi López - Western - Alla ricerca della donna ideale (Western)

### Migliore promessa femminile
- Emma de Caunes - Un frère
- Jeanne Balibar - J'ai horreur de l'amour
- Isabelle Carré - La donna proibita (La Femme défendue)
- Amira Casar - La verità sull'amore (La Vérité si je mens!)
- Laetitia Pesenti - Marius e Jeannette (Marius et Jeannette)

### Migliore sceneggiatura originale o miglior adattamento
- Agnès Jaoui e Jean-Pierre Bacri - Parole, parole, parole... (On connaît la chanson)
- Michel Alexandre e Alain Corneau - Le cousin
- Robert Guédiguian e Jean-Louis Milesi - Marius e Jeannette (Marius et Jeannette)
- Manuel Poirier e Jean-François Goyet - Western - Alla ricerca della donna ideale (Western)
- Gilles Taurand e Anne Fontaine - Nettoyage à sec

### Migliore fotografia
- Thierry Arbogast - Il quinto elemento (Le cinquième élément)
- Benoît Delhomme - Artemisia - Passione estrema (Artemisia)
- Jean-François Robin - Il cavaliere di Lagardère (Le bossu)

### Miglior montaggio
- Hervé de Luze - Parole, parole, parole... (On connaît la chanson)
- Sylvie Landra - Il quinto elemento (Le cinquième élément)
- Henri Lanoë - Il cavaliere di Lagardère (Le bossu)

### Migliore scenografia
- Dan Weil - Il quinto elemento (Le cinquième élément)
- Jacques Saulnier - Parole, parole, parole... (On connaît la chanson)
- Bernard Vézat - Il cavaliere di Lagardère (Le bossu)

### Migliori costumi
- Christian Gasc - Il cavaliere di Lagardère (Le bossu)
- Dominique Borg - Artemisia - Passione estrema (Artemisia)
- Jean-Paul Gaultier - Il quinto elemento (Le cinquième élément)

### Migliore musica
- Bernardo Sandoval - Western - Alla ricerca della donna ideale (Western)
- Bruno Fontaine - Parole, parole, parole... (On connaît la chanson)
- Philippe Sarde - Il cavaliere di Lagardère (Le bossu)
- Jordi Savall - Marquise
- Éric Serra - Il quinto elemento (Le cinquième élément)

### Miglior sonoro
- Jean-Pierre Laforce, Michel Klochendler e Pierre Lenoir - Parole, parole, parole... (On connaît la chanson)
- Daniel Brisseau - Il quinto elemento (Le cinquième élément)
- Pierre Gamet e Gérard Lamps - Le cousin

### Miglior film straniero
- Grazie, signora Thatcher (Brassed Off), regia di Mark Herman
- Full Monty - Squattrinati organizzati (The Full Monty), regia di Peter Cattaneo
- Hana-bi - Fiori di fuoco (Hana-bi), regia di Takeshi Kitano
- Il paziente inglese (The English Patient), regia di Anthony Minghella
- Tutti dicono I Love You (Everyone Says I Love You), regia di Woody Allen

### Migliore opera prima
- Didier, regia di Alain Chabat
- Gli angeli di Elvis (Les démons de Jésus), regia di Bernie Bonvoisin
- L'autre côté de la mer, regia di Dominique Cabrera
- L'età inquieta (La vie de Jésus), regia di Bruno Dumont
- La mia vita in rosa (Ma vie en rose), regia di Alain Berliner

### Miglior cortometraggio
- Des majorettes dans l'espace, regia di David Fournier
- Ferrailles, regia di Laurent Pouvaret
- Seule, regia di Érick Zonca
- Tout doit disparaître, regia di Jean-Marc Moutout
- La vieille dame et les pigeons, regia di Sylvain Chomet

### Premio César onorario
- Michael Douglas
- Clint Eastwood